# Дембувка (Варшавський-Західний повіт)
Дембувка (пол. Dębówka) — село в Польщі, у гміні Блоне Варшавського-Західного повіту Мазовецького воєводства.
Населення — 399 осіб (2011).
У 1975-1998 роках село належало до Варшавського воєводства.

## Демографія
Демографічна структура станом на 31 березня 2011 року:
|          | Загалом | Допрацездатний вік | Працездатний вік | Постпрацездатний вік |
| -------- | ------- | ------------------ | ---------------- | -------------------- |
| Чоловіки | 187     | 44                 | 133              | 10                   |
| Жінки    | 212     | 59                 | 119              | 34                   |
| Разом    | 399     | 103                | 252              | 44                   |